# 778
778 (DCCLXXVIII) var ett normalår som började en torsdag i den julianska kalendern.

## Händelser

### Augusti
- 15 augusti – Karl den stores armé lider ett stort nederlag mot baskerna i slaget vid Roncevaux.

### Okänt datum
- Widukind återvänder till gamla Sachsen från Danmark.

## Födda
- Ludvig den fromme, kung av Frankerriket och romersk kejsare 814–840
- Xianzong, kejsare i Tangdynastin[1]
- Ermengard av Hesbaye, tysk-romersk kejsarinna och drottning av Franken

## Avlidna
- 15 augusti – Roland, frankisk paladin och militärguvernör

### Fotnoter
1. ↑  Book of Tang, vol. 14 Arkiverad 21 juni 2008 hämtat från the Wayback Machine..